# Geografia delle Maldive

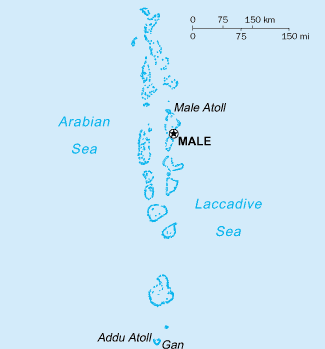
Mappa delle Maldive

Le Maldive sono uno stato insulare nel Mar delle Laccadive, nell'Oceano Indiano. Con una superficie totale di 298 km² rappresenta lo stato più piccolo del continente asiatico nonché il 186º al mondo.

## Posizione geografica
L'arcipelago è posto a sud delle Laccadive un territorio insultare dell'India e dista 735 km dallo Sri Lanka; è orientato in direzione nord-sud, estendendosi per 754 km in lunghezza e 188 in larghezza. È posizionato in buona parte vicino l'Equatore (Malé è in una zona "di confine" comunque ancora vicina alla linea immaginaria equatoriale) e la parte estrema meridionale ne è a cavallo; fra 7°6'N e 0°41'S e fra 72°31'E e 73° 48'E.
L'arcipelago è composto da 1.196 isole che si estendono per circa 90.000 km² sul Mar delle Laccadive rendendolo uno dei paesi più "disparati" al mondo.

## Superficie
La superficie totale delle Maldive è di 298km²  e presenta uno sviluppo costiero di 644 km. L'arcipelago non ha nessun confine terrestre.

## Clima
Il clima delle Maldive è di tipo tropicale: caldo e umido; nella parte nord-orientale è più secco con i monsoni che si presentano da novembre a marzo; la parte sud-occidentale è più piovosa con la stagione monsonica che va da giugno ad agosto.
L’arcipelago è condizionato da un’elevatissima vulnerabilità ecologica, in relazione soprattutto all'innalzamento del livello dell’Oceano, conseguente al riscaldamento dell’atmosfera.